# Józef Ko Seong-un
Józef Ko Seong-un (ur. ? w Byeolam, zm. 19 grudnia 1816 w Daegu) – koreański męczennik, błogosławiony Kościoła katolickiego.

## Życiorys
Urodził się w Byeolam. Data jego narodzenia nie jest znana. Pochodził z katolickiej rodziny. W 1815 roku został aresztowany za wyznawanie swojej wiary. W więzieniu spędził prawie siedemnaście miesięcy. W końcu on wraz ze swoim bratem  Piotrem Ko Seong-dae zostali skazani na śmierć przez ścięcie. Wyrok wykonano 19 grudnia 1816 w Daegu. 7 lutego 2014 papież Franciszek podpisał dekret o jego męczeństwie. Tenże sam papież beatyfikował go w dniu 16 sierpnia 2014 roku w grupie 124 męczenników koreańskich w czasie swojej podróży do Korei Południowej.